# Cité von Carcassonne

Blick auf die Cité und den Fluss Aude

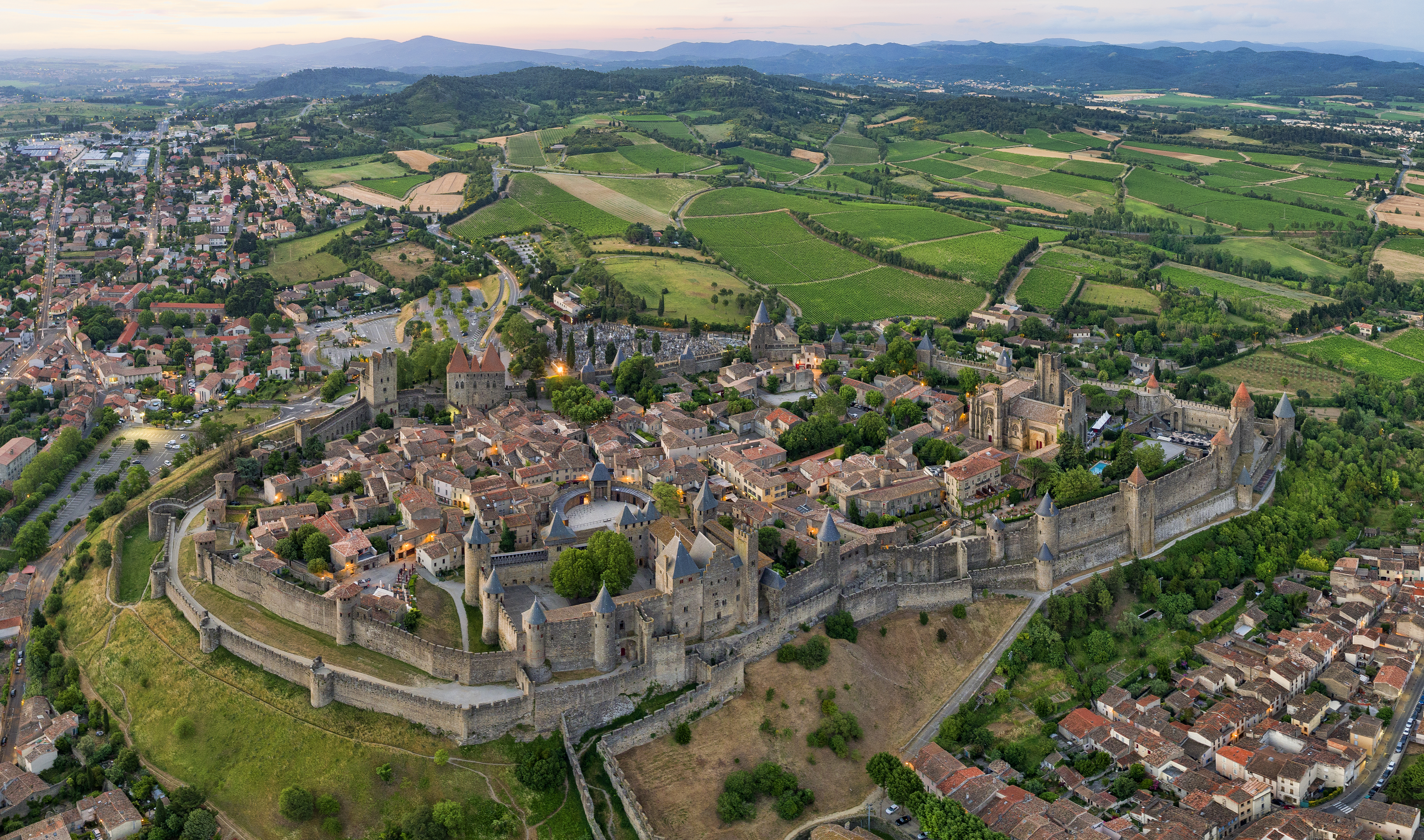
Luftaufnahme der Cité (2016)

Die Cité von Carcassonne ist eine mittelalterliche, auf einem Hügel der Altstadt von Carcassonne in der Region Okzitanien im Süden Frankreichs gelegene Festungsstadt.
Sie liegt am rechten Ufer der Aude und im Südosten der heutigen Stadt. Ihr Ursprung lag in gallorömischer Zeit, ihr Ausbau zur Festung erfolgte im Mittelalter. Die Festungsstadt ist von einer doppelten Mauer (je etwa drei Kilometer lang mit insgesamt 52 Türmen) umgeben. Die Hauptgebäude im Innern der noch bewohnten Cité sind eine Burg (Château comtal) und eine Kirche (Saint-Nazaire-et-Saint-Celse).
Im 19. Jahrhundert wurde die bereits verfallende Cité von Carcassonne unter der Leitung von Eugène Viollet-le-Duc restauriert. Es entstand dadurch ein gut erhaltenes, ausgedehntes historisches Monument, das 1997 von der UNESCO zum Weltkulturerbe erklärt wurde.

## Überblick

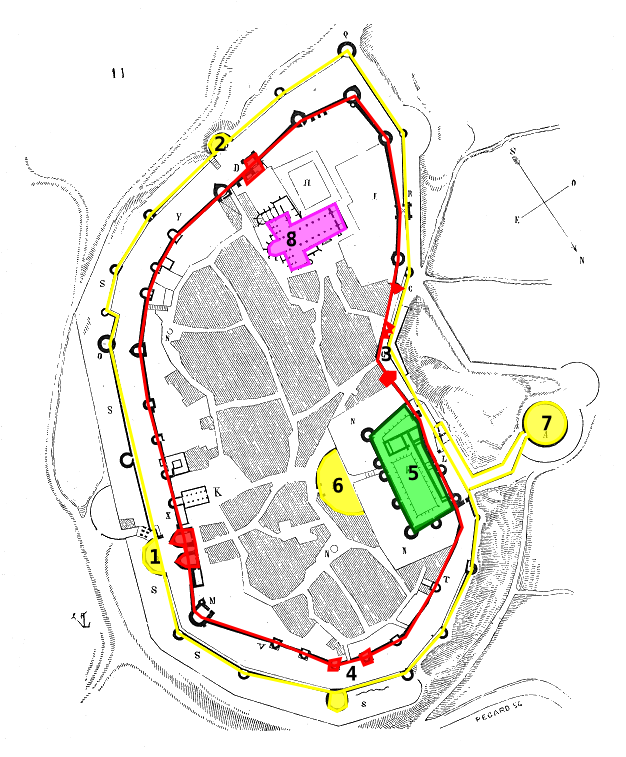
Grundriss der Cité (Nord etwa unten)

Carcassonne wurde als Carcasso im 1. Jahrhundert v. Chr. von den Römern an der Stelle der heutigen Cité gegründet. Aus der Zeit von Carcasso zeugen die sogenannten gallorömischen Türme mit hufeisenförmigem Grundriss in der inneren Mauer.
Auf den 14 Hektar, auf denen im Mittelalter 3.000 bis 4.000 Menschen wohnten, leben heute 229 Einwohner ständig. Alle anderen arbeiten für den Tourismus und leben außerhalb. Die Cité ist ein ausgedehntes, touristisch genutztes Freilichtmuseum und normalerweise für Autos nicht zugänglich.
Im 13. Jahrhundert beherbergte die Festungsstadt die zentrale Verwaltung der Inquisition in Südfrankreich. Sie war auch ein Zentrum der heterodoxen („ketzerischen“) Katharerbewegung, und zusammen mit Toulouse war sie eine der wichtigsten Städte der historischen Region Okzitanien.
Im 19. Jahrhundert wurde die Cité von Carcassonne vom Architekten Eugène Viollet-le-Duc restauriert, und 1997 wurde sie von der UNESCO zum Weltkulturerbe erklärt.

## Namensherkunft
Die populäre Legende besagt, die Festung sei einst belagert worden, als Mme. Carcas Herrin der Burg war. Die Belagerung hielt so lange an, dass der Hunger bald die ersten Opfer in der Cité forderte. Mme. Carcas beschloss daraufhin, ein Schwein zu mästen, und als es fett genug war, ließ sie es von der Burgmauer werfen. Die Belagerer, selbst schon erschöpft, dachten beim Anblick des kräftigen Tieres, dass es davon wohl noch eine ganze Menge dort oben geben musste, wenn man sie jetzt schon von der Burgmauer warf. Niedergeschlagen gaben sie auf und kehrten nach Hause zurück. Als zum Jubel über das Ende der Belagerung die Burgglocken läuteten, soll einer der Belagerer gesagt haben Madame Carcas sonne (Madame Carcas läutet → Carcas-sonne).

## Militärische Geschichte
Die Burgstadt liegt auf einer Anhöhe über dem Aude-Tal und erlaubte die Kontrolle von Handelswegen zwischen Atlantik und Mittelmeer. Durch archäologische Ausgrabungen konnte die Existenz einer Niederlassung im 6. Jh. v. Chr. nachgewiesen werden. Die Gründung der Colonia Julia Carcaso und des Castellum Carcaso fand 43–30 v. Chr. statt. Nach den ersten Einfällen der Völkerwanderung errichteten die Römer im 3. Jh. n. Chr. einen von Türmen flankierten Mauerring zum Schutz der Kolonie, der noch heute einen Großteil des inneren Mauerrings bildet. Der Ring besteht aus vier Toren und 30 Türmen gallisch-römischen Typs (nach außen rund und nach innen eckig (hufeisenförmig)) mit großen Fenstern, die zum Werfen von Speeren geeignet waren. Dennoch besetzten 412 die Westgoten die Burgstadt, denen oft fälschlicherweise der Bau der Festung zugeschrieben wird. 509 drängte Chlodwig, der Begründer des Frankenreichs, die Westgoten bis Carcassonne zurück, konnte die Stadt jedoch nicht einnehmen. Erst die Araber besetzen 725 die Stadt und konnten sie trotz ihrer isolierten Lage auch nach der Niederlage 732 in der Schlacht von Poitiers halten. Ab 751 eroberte Pippin der Kleine auch mit Hilfe der in Septimanien verbliebenen westgotischen Stämme die Festung, und das Gebiet wurde fränkisches Lehen, wenn auch die Araber 793 nochmals Carcassonne kurzzeitig zurückeroberten. 1067 ging das Lehen an das Haus Barcelona und bald darauf an Trencavel, den Vizegrafen von Béziers.
60 Jahre später wurde das heutige Grafenschloss errichtet. Innerhalb der Burgstadt bilden seine Mauern ein Rechteck, das von fünf Türmen und einem trockenen Graben beschützt wird. Die ehemals hölzernen Hurden wurden im 19. Jahrhundert teilweise durch Viollet-le-Duc rekonstruiert. Das Eingangstor verschlossen zwei Fallgatter und eine eisenbeschlagene Tür, die von verschiedenen Personen bedient werden mussten – um Verrat zu verhindern.
1185 versuchte Raimund V. von Toulouse im Rahmen der ewigen Streitigkeiten mit den Trencavel um die Provence Carcassonne zu erobern, scheiterte aber.
Im weiteren Verlauf des 12. Jhs. verbreitete sich die katharische Lehre (Albigenser) über die Grafschaft von Toulouse mit Carcassonne als wichtigem Zentrum. Nach dem Aufruf des Papstes Innozenz III. zum Albigenserkreuzzug 1208 unterwarf sich der Graf von Toulouse Raimund VI. dem Heer nordfranzösischer Ritter unter Simon IV. de Montfort. Daraufhin wurden die Besitzungen des Vizegrafen von Carcassonne und von Béziers, Raimund Roger Trencavel, überfallen. Carcassonne, dessen Befestigungsanlagen zum großen Teil bereits tausend Jahre alt waren, wurde nach zweimonatiger Belagerung (wahrscheinlich durch Verrat, andere Version: wegen Wassermangels) genommen. Béziers wurde ebenfalls erobert, die Bevölkerung beider Städte massakriert, und Simon erhielt das Lehen. Wie die Barone des vierten Kreuzzugs versuchte er sich ein eigenes Fürstentum zu erobern; neben zahlreichen Burgen wurde 1216 Toulouse von ihm eingenommen.
Die Stadt wurde jedoch ein Jahr später durch Raimund VII. im Handstreich zurückgewonnen. Simon von Montfort starb bei der anschließenden Belagerung der Stadt. Sein Sohn und Erbe Amaury von Montfort konnte die eroberten Gebiete nicht halten. 1223 wurde Carcassonne durch Raimund VII. belagert, und am 14. Januar 1224 trat Amaury in einem Friedensvertrag die Stadt ab, ging in die Île-de-France zurück und gab das Lehnsrecht an seinen Lehnsherrn, den französischen König Ludwig VIII., ab. Zwei Jahre später besetzte der König kampflos die Stadt, und der kriegsmüde Adel unterwarf sich zunehmend der Krone. Die Grafschaft Toulouse fiel 1229 im Vertrag von Paris größtenteils an den König; der Rest sollte 1271 folgen. Nach zwanzig Jahren Kreuzzug war die Wirtschaft der Region schwer geschädigt und die blühende Ritterkultur des Languedoc vernichtet.
1240 belagerte Raimund II. Trencavel mit Unterstützung von Aragon nochmals Carcassonne. Es kam zum Aufstand in der Region. Die Belagerung wurde jedoch nach drei Monaten durch ein vom König entsandtes Heer beendet. Die Vororte wurden zur Strafe geschleift.
Ab 1247 entstand am linken Flussufer die Unterstadt. In der Folgezeit bis etwa 1285 ließ der König einen Zwinger errichten und verstärkte den inneren Ring in dessen Schutz. Der äußere Ring mit Zinnen und Hurden ist niedriger als der innere und liegt in dessen Schussbereich. Niedrige, nach innen offene Türme wechseln sich mit hohen kreisrunden geschlossenen ab, die zu eigenständigen Bollwerken umfunktioniert werden konnten. Der mächtigste von ihnen ist mit 25 Metern Höhe der an der Südostecke stehende Vade-Turm. Durch diese Konstruktion wird die innere Mauer vor Wurfgeschossen geschützt sowie vor Sappengräbern und Untergrabung. Der künstlich erzeugte Engpass zwischen den Mauern setzte die Belagerer nach Einnahme der äußeren Mauer dem Beschuss sowohl von der inneren Mauer wie von den noch nicht eingenommenen Türmen der äußeren aus. Verwinkelte Zufahrten, Zugbrücken und mächtige Türme behinderten den Einsatz von Belagerungswaffen gegen die Tore. Nach diesen Umbauten galt die Stadt als uneinnehmbar, verlor jedoch gleichermaßen auch an strategischer Bedeutung.
Edward, der „Schwarze Prinz“, verzichtete 1353 auf eine Belagerung; ließ dagegen die Unterstadt in Brand stecken. Als ab 1659 Roussillon zum Französischen Reich gehörte, war Carcassonne nicht mehr Grenzfestung und verlor an Bedeutung.
Die Befestigungsanlagen entstammen verschiedenen feudalen Bauepochen von der gallorömischen Zeit bis zum Hochmittelalter und stellen ein herausragendes Beispiel mittelalterlicher Verteidigungstechnik dar. Erst mit der aufkommenden Artillerie der Neuzeit verloren die Konstruktionsprinzipien ihre Gültigkeit.

## Details zur Konstruktion der Wehrmauer

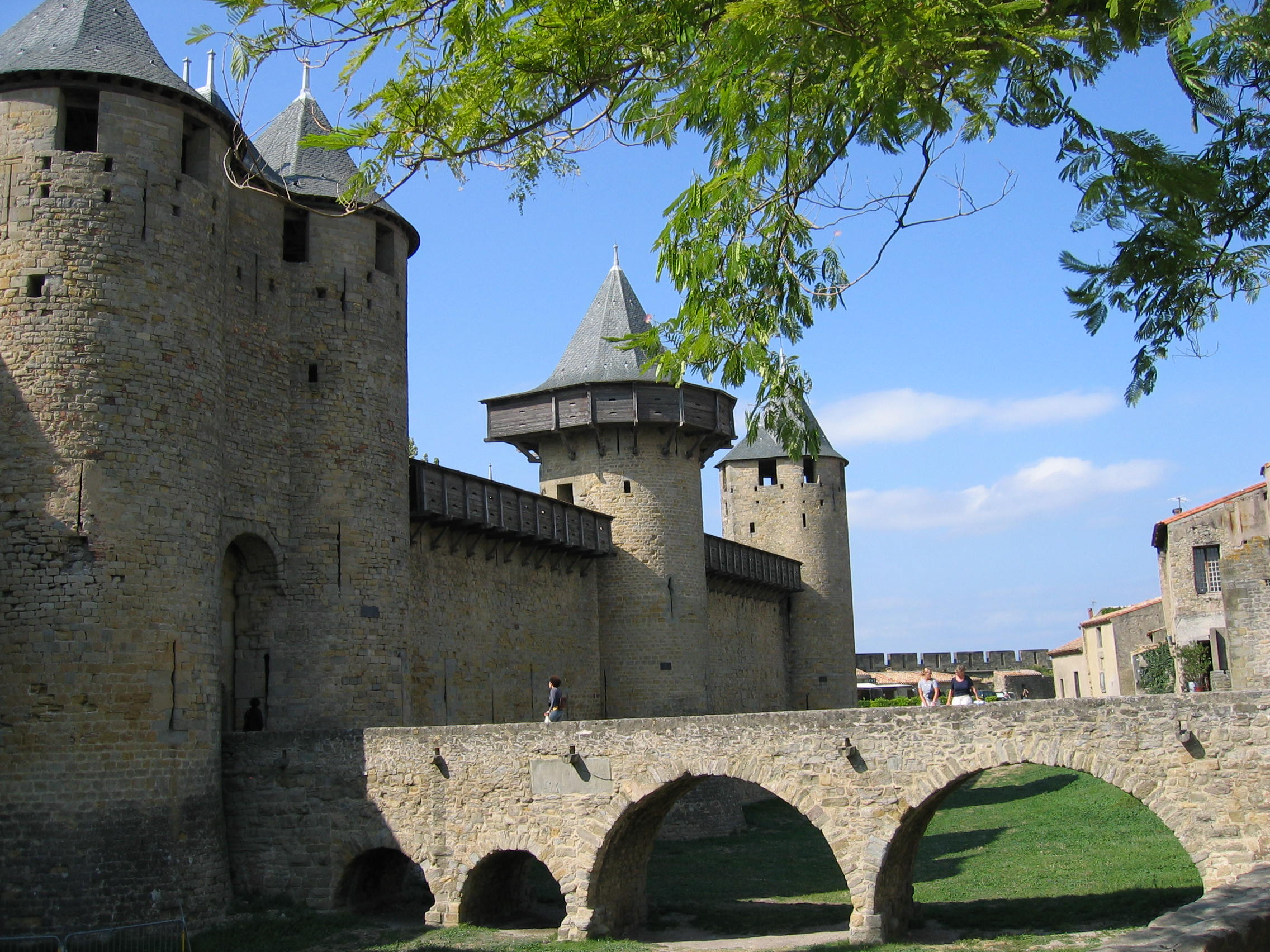
Château comtal, Zugang von der Cité aus

Die Mauern der Cité stammen aus mehreren Bauperioden. Die ältesten Mauerteile wurden zur Zeit der Westgoten errichtet. Sie sind zu erkennen an den Schichten kleiner, würfelförmiger Steine, unterbrochen von Ziegelschichten – und an der Enge der Türme, die aber schon mit richtigen Fenstern versehen sind. Im 12. Jahrhundert wurde vor allem die Burg errichtet. Aus der Mitte des 13. Jahrhunderts stammt der äußere Mauerring mit seinen glatten Quadern.
Ende des 13. Jahrhunderts wurden einige der Türme und Teile der inneren Mauer errichtet, die damals umgebaut und vorgeschoben wurde. Die Quadern aus dieser Zeit sind meist kunstvoll behauen. Die Türme haben mehrere Geschosse und sind mit Schießscharten versehen. Das Baumaterial für die beiden konzentrischen Befestigungsgürtel wurde aus den umliegenden Steinbrüchen herbeigeschafft: harter Sandstein, schwer abzutragen und zu bearbeiten, der jedoch im Laufe der Jahrhunderte unter dem Einfluss der heftigen Stürme im Südwesten zu erodieren begann.
Das Innere der Mauern besteht aus Kiesel, Gesteinssplittern und Sand, durch Kalk verbunden, der auch als Mörtel dient. Die Beschaffenheit des Mauerwerks variiert mit den einzelnen Epochen der Konstruktion.
Die regelmäßig angelegte äußere Mauer von 1,5 Kilometer Länge wurde bald nach 1230 in 15 Jahren erbaut, daher ihr einheitliches Aussehen. Die Baugeschichte der 1,3 Kilometer langen inneren Mauer ist wesentlich komplizierter, und ihr Mauerwerk ist alles andere als gleichförmig. Die Stadt hatte damals schon eine ca. 1.000 Jahre alte Stadtmauer aus gallorömischer Zeit, die aber nicht mehr zeitgemäß war. Sie bildet heute das Skelett des inneren Gürtels und ist häufig im unteren Teil der heutigen Mauer zu erkennen.
Der Bereich zwischen beiden Mauern wird, wie immer in solchen Fällen, Zwinger genannt. Der Zwinger hielt den Angreifer in einem Bereich fest, den die Wurfgeschosse der Bürgerwehr auch tatsächlich erreichen konnten. Die Mauer sollte möglichst hoch sein, weil bis zum 14. Jahrhundert nicht zurückgeschossen, sondern zurückgeworfen wurde. In Friedenszeiten wurde ein solcher Zwinger für ritterliche Kampfspiele und Feste genutzt. Teilweise wurden bei Terrassierungen die alten Mauerteile durch neue Fundamente unterstützt, so dass das seltsame Bild entsteht, dass der ältere Teil höher liegt als der spätere.
Der Graben um die Mauer herum war nicht mit Wasser gefüllt, sondern hatte die Funktion, den Einsatz größerer Belagerungsgeräte zu verhindern, die quer zur Verlaufsrichtung des Zwingers gegen die Mauer gerichtet werden mussten und hier deshalb nicht genügend Anlaufsweg hatten. Die Befestigung der Stadt mit einer doppelten Ringmauer entsprach damals einer neuen Verteidigungstaktik, die zur Zeit Philipp Augusts (1180–1223) um 1200 in der Umgebung des Königs entworfen worden war. Ihr Grundsatz lautete: Die Verteidigung muss aktiv sein, sie muss dem Angreifer schwere Verluste zufügen können. Mehr als tausend Bogenschützen wurden daher auf den Wehrgängen postiert, und die Türme flankierten die gesamte Mauer, ohne auch nur einen toten Winkel zu lassen.
In den Zwinger zwischen den beiden Befestigungsmauern hinein konnte – von der Stadt aus – ausgerückt werden, ohne sich damit der gesamten Masse der Belagerer auszusetzen. Damit konnten die ersten Angreifer, die bis hierher vorgedrungen sein sollten, einzeln oder in kleinen Gruppen verfolgt werden. Mit dieser Taktik konnte man auch einer zahlenmäßig überlegenen Belagerungstruppe erfolgreich widerstehen.
Viele Türme der äußeren Linie sind sogenannte Schalentürme, d. h., sie sind an der Rückseite offen, so dass der Feind keine Zuflucht finden konnte, sobald er die erste Mauer überwunden hatte. Er konnte dann immer noch von der inneren Mauer her angegriffen werden – von den Bogenschützen beispielsweise. Die Wirksamkeit dieser Verteidigung ist allerdings nie wirklich auf die Probe gestellt worden.

## Château Comtal und Musée Lapidaire

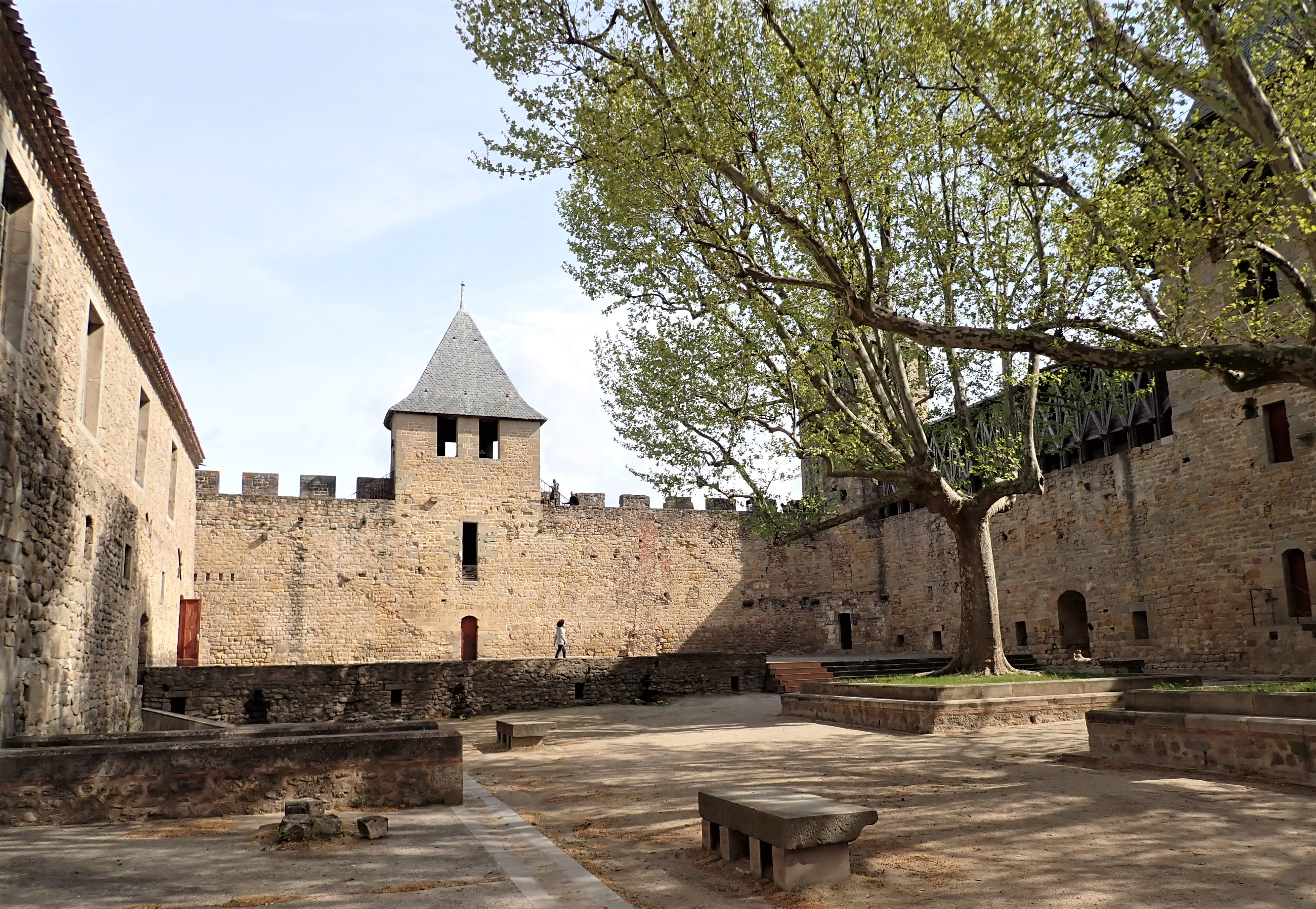
1. Innenhof im Schloss Comtal

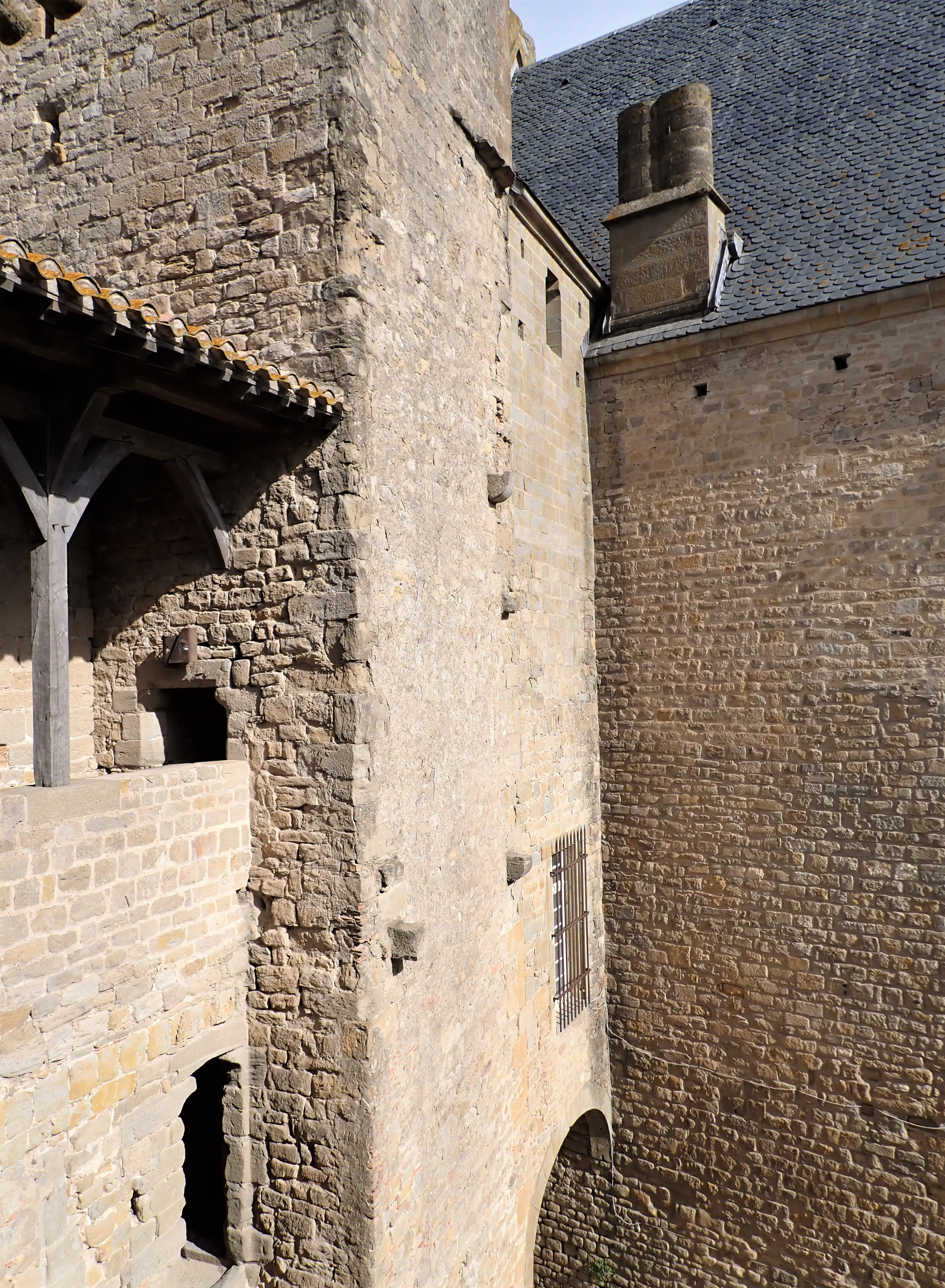
Turm 2. Innenhof, Schloss Comtal

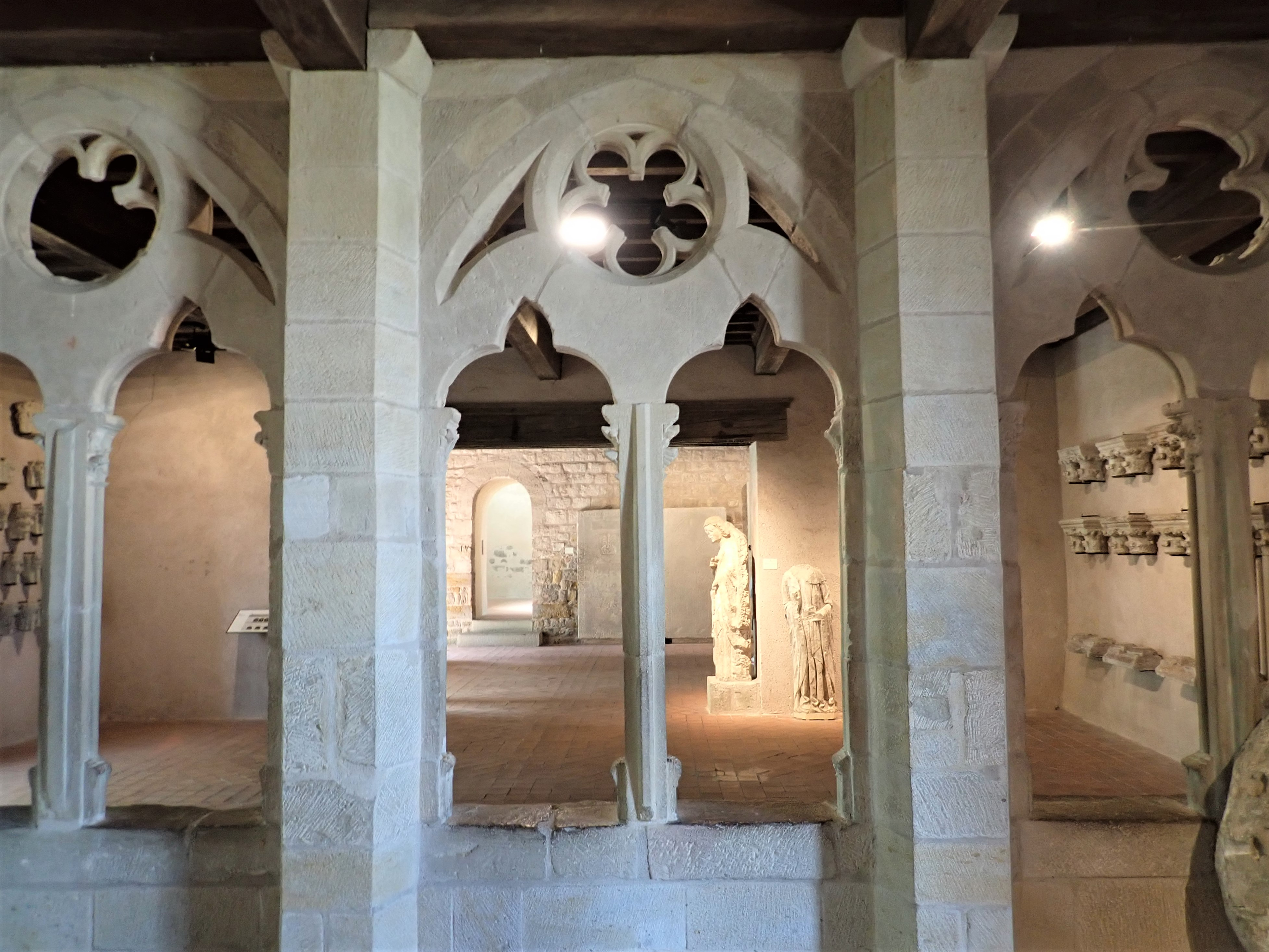
Museum Lapidaire im Schloss Comtal

Innerhalb der Cité sind das Château Comtal mit dem Musée Lapidare gesondert zugängliche Bereiche. Das Schloss der Grafen von Trencavel ist als Festung innerhalb der Festung angelegt. Die archäologische Sammlung des Musée Lapidaire ist in den Rundgang durch das Schloss integriert.